# Discografia di Renato Zero
Questa voce elenca l'intera discografia del cantante italiano Renato Zero, dal 1967 ad oggi.

## Album

### Album in studio
| Anno | Titolo | Classifiche | Certificazioni  |
| Anno | Titolo | ITA         | Certificazioni  |
| ---- | --- | ----------- | --------------- |
| 1973 | No! Mamma, no! - Pubblicato: ottobre 1973 - Etichetta: RCA - Formati: LP, MC                                                                     | —           |                 |
| 1974 | Invenzioni - Pubblicato: maggio 1974 - Etichetta: RCA - Formati: LP, MC, Stereo8                                                                 | —           |                 |
| 1976 | Trapezio - Pubblicato: luglio 1976 - Etichetta: RCA - Formati: LP, MC, Stereo8                                                                   | 17          |                 |
| 1977 | Zerofobia - Etichetta: RCA - Formati: LP, MC, Stereo8                                                                                            | 6           |                 |
| 1978 | Zerolandia - Etichetta: RCA, Zerolandia - Formati: LP, MC, Stereo8                                                                               | 3           |                 |
| 1979 | EroZero - Pubblicato: 23 marzo 1979 - Etichetta: RCA, Zerolandia - Formato: LP, MC, Stereo8                                                      | 1           |                 |
| 1980 | Tregua - Pubblicato: giugno 1980 - Etichetta: RCA, Zerolandia - Formato: LP, MC                                                                  | 1           |                 |
| 1981 | Artide Antartide - Pubblicato: 1 dicembre 1981 - Etichetta: RCA, Zerolandia - Formati: LP, MC                                                    | 1           |                 |
| 1982 | Via Tagliamento 1965/1970 - Pubblicato: ottobre 1982 - Etichetta: Zerolandia, RCA - Formati: LP, MC                                              | 1           |                 |
| 1983 | Calore - Pubblicato: aprile 1983 - Etichetta: RCA, Zerolandia - Formati: LP, MC                                                                  | 4           |                 |
| 1984 | Leoni si nasce - Pubblicato: 1 giugno 1984 - Etichetta: RCA, Zerolandia - Formati: LP, MC                                                        | 1           |                 |
| 1984 | Identikit Zero - Pubblicato: 13 dicembre 1984 - Etichetta: RCA, Zerolandia - Formati: LP, MC                                                     | 15          |                 |
| 1986 | Soggetti smarriti - Pubblicato: 31 marzo 1986 - Etichetta: RCA, Zerolandia - Formato: CD, LP, MC                                                 | 2           |                 |
| 1987 | Zero - Pubblicato: 27 ottobre 1987 - Etichetta: BMG, Zerolandia - Formati: CD, LP, MC                                                            | 13          |                 |
| 1989 | Voyeur - Pubblicato: 5 settembre 1989 - Etichetta: BMG, Zerolandia - Formato: CD, MC, LP                                                         | 7           |                 |
| 1991 | La coscienza di Zero - Etichetta: BMG, Zerolandia - Formati: CD, LP, MC                                                                          | 5           |                 |
| 1993 | Passaporto per Fonòpoli - Pubblicato: 26 febbraio 1993 - Etichetta: BMG, Zerolandia - Formati: CD                                                | —           |                 |
| 1993 | Quando non sei più di nessuno - Pubblicato: 26 febbraio 1993 - Etichetta: BMG, Zerolandia - Formato: CS, LP, MC                                  | 2           |                 |
| 1994 | L'imperfetto - Pubblicato: 24 agosto 1994 - Etichetta: Fonòpoli, Sony Music - Formati: CD, LP, MC                                                | 1           |                 |
| 1995 | Sulle tracce dell'imperfetto - Pubblicato: 21 settembre 1995 - Etichetta: Fonòpoli, Sony Music - Formati: CD, MC                                 | 2           |                 |
| 1998 | Amore dopo amore - Pubblicato: 2 aprile 1998 - Etichetta: Fonòpoli, Sony Music - Formati: CD, LP, MC, MD                                         | 2           |                 |
| 2000 | Tutti gli Zeri del mondo - Pubblicato: 26 maggio 2000 - Etichetta: Fonòpoli, Sony Music - Formato: CD, MC, Picture disc                          | 3           |                 |
| 2001 | La curva dell'angelo - Pubblicato: 9 novembre 2001 - Etichetta: Sony Music, Tattica - Formati: CD, LP, MC                                        | 1           |                 |
| 2003 | Cattura - Pubblicato: 7 novembre 2003 - Etichetta: Sony Music, Tattica - Formati: CD, MC, Picture disc                                           | 1           |                 |
| 2005 | Il dono - Pubblicato: 18 novembre 2005 - Etichetta: Sony Music, Tattica - Formati: CD                                                            | 1           |                 |
| 2009 | Presente - Pubblicato: 20 marzo 2009 - Etichetta: Tattica - Formati: CD, LP                                                                      | 1           | - ITA: Diamante |
| 2013 | Amo - Capitolo I - Pubblicato: 12 marzo 2013 - Etichetta: IndipendenteMente, Tattica - Formati: CD, download digitale, LP                        | 1           | - ITA: Platino  |
| 2013 | Amo - Capitolo II - Pubblicato: 29 ottobre 2013 - Etichetta: IndipendenteMente, Tattica - Formati: CD, download digitale, LP                     | 1           | - ITA: Platino  |
| 2016 | Alt - Pubblicato: 8 aprile 2016 - Etichetta: IndipendenteMente, Tattica - Formati: CD, download digitale, LP                                     | 1           | - ITA: Platino  |
| 2017 | Zerovskij - Solo per amore - Pubblicato: 12 maggio 2017 - Etichetta: IndipendenteMente, Tattica - Formati: CD, download digitale, streaming      | 1           | - ITA: Oro      |
| 2019 | Zero il folle - Pubblicato: 4 ottobre 2019 - Etichetta: IndipendenteMente, Tattica - Formati: CD, download digitale, LP, streaming               | 1           | - ITA: Oro      |
| 2020 | Zerosettanta - Volumetre - Pubblicato: 30 settembre 2020 - Etichetta: IndipendenteMente, Tattica - Formati: CD, download digitale, LP, streaming | 2           | - ITA: Oro      |
| 2020 | Zerosettanta - Volumedue - Pubblicato: 27 novembre 2020 - Etichetta: IndipendenteMente, Tattica - Formati: CD, download digitale, LP, streaming  | 1           | - ITA: Oro      |
| 2020 | Zerosettanta - Volumeuno - Pubblicato: 18 dicembre 2020 - Etichetta: IndipendenteMente, Tattica - Formati: CD, download digitale, LP, streaming  | 2           | - ITA: Oro      |
| 2023 | Autoritratto - Pubblicato: 8 dicembre 2023 - Etichetta: IndipendenteMente, Tattica - Formati: CD, download digitale, LP, streaming               | 2           | - ITA: Oro      |

### Album dal vivo
- 1981 - Icaro (Zerolandia/RCA Italiana)
- 1991 - Prometeo (Zerolandia/BMG)
- 1999 - Amore dopo amore, tour dopo tour (Fonòpoli/Sony Music)
- 2004 - Figli del sogno (Tattica/Sony Music)
- 2016 - Arenà - Renato Zero si racconta (Tattica/IndipendenteMente)
- 2018 - Zerovskij - Solo per amore - Live dall'Arena di Verona (Tattica/IndipendenteMente)
- 2018 - Alt in Tour (Tattica/IndipendenteMente)